# Handley Page

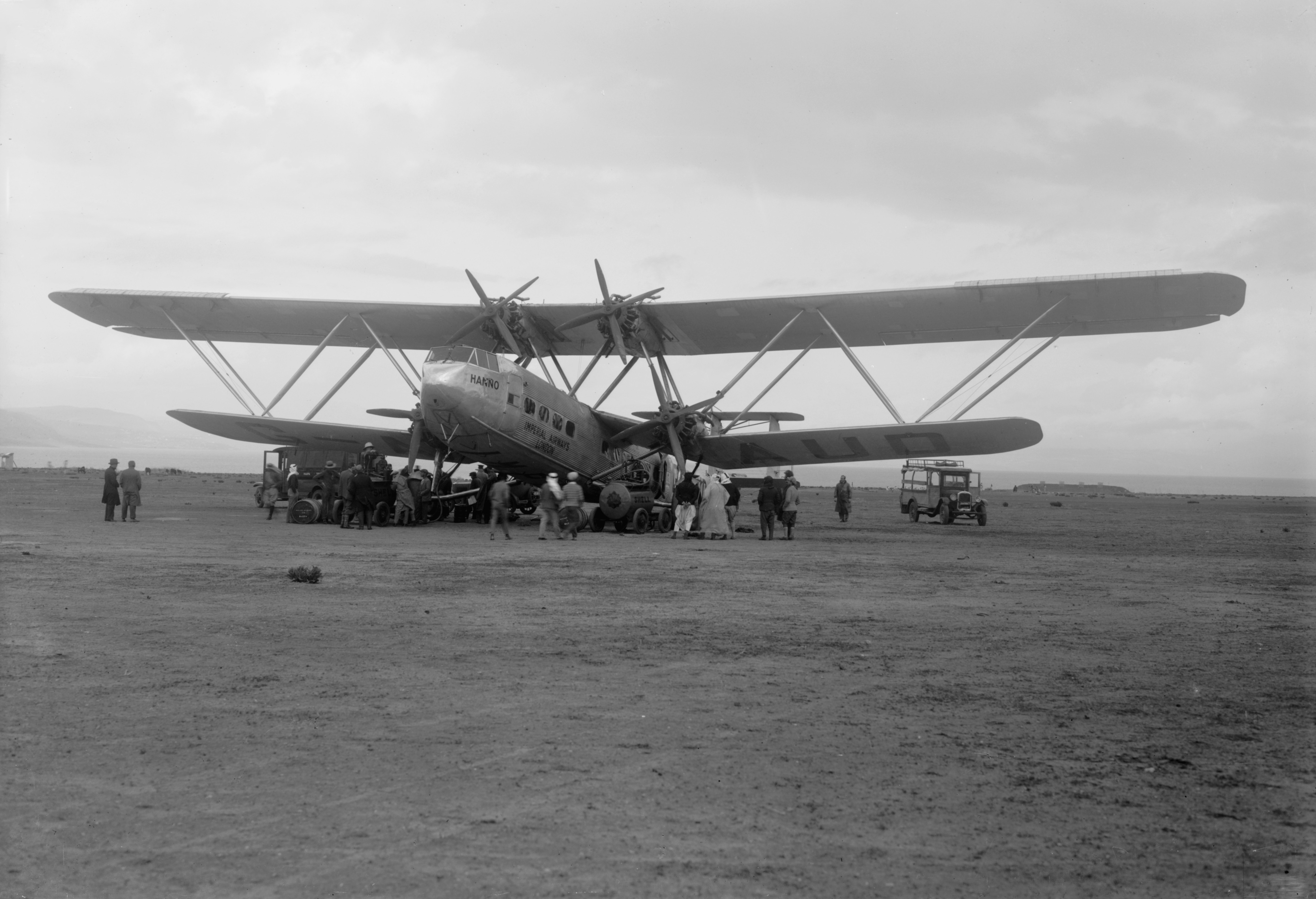
Handley Page HP42

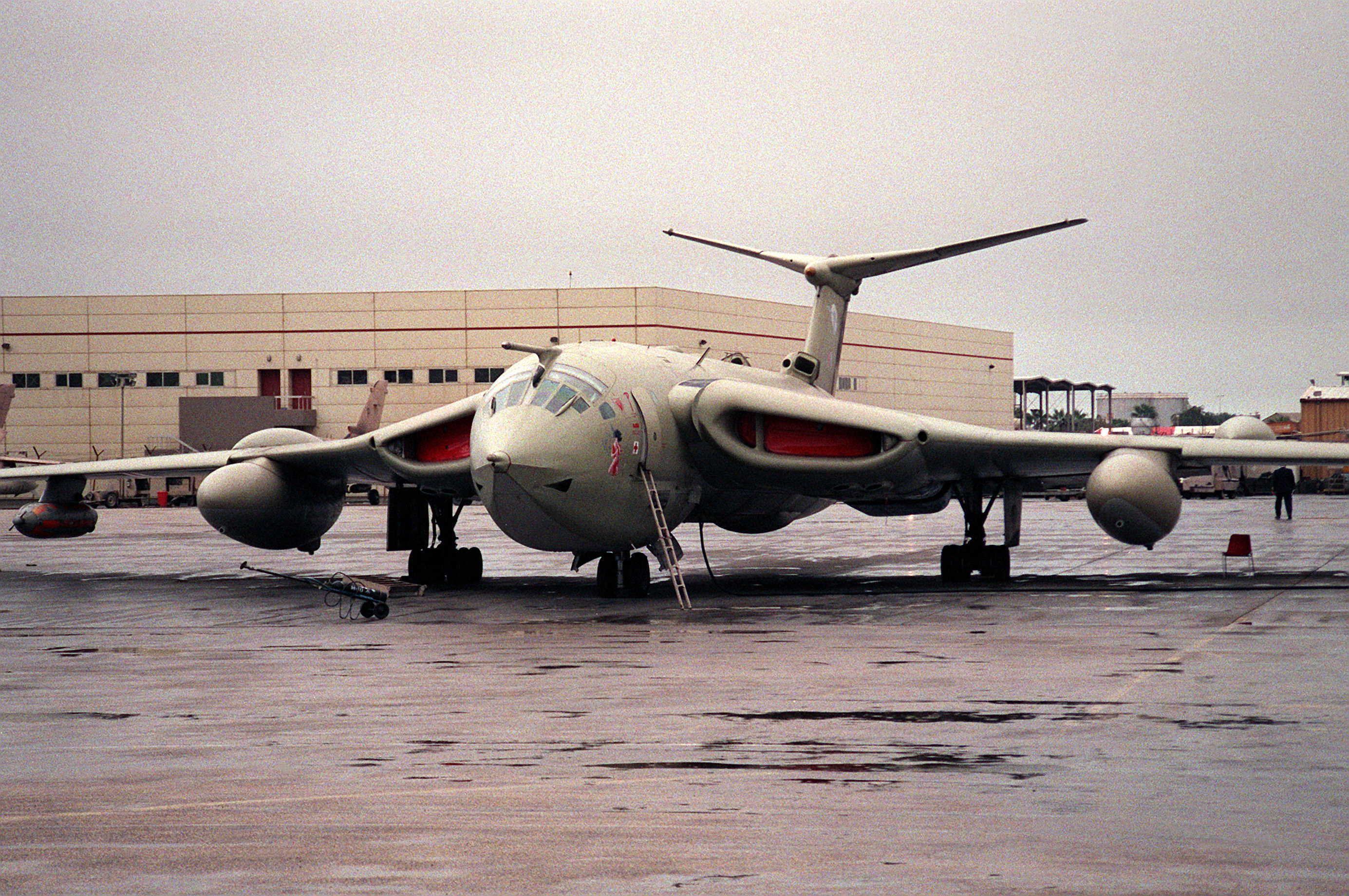
Handley Page Victor, avion-ravitailleur.

La Handley Page Aircraft Company fut fondée par Frederick Handley Page en 1909, et fut la première entreprise britannique à concevoir et fabriquer ses appareils à l'échelle industrielle. Elle fit volontairement faillite et cessa d'exister en 1970. L'entreprise, basée à l'aérodrome de Radlett dans l'Hertfordshire, produisait principalement des bombardiers lourds et des avions de ligne.
Le dernier né, le Jetstream (en), continua d'être produit par Scottish Aviation à Prestwick, puis par British Aerospace après sa fusion en 1977.

## Appareils produits (par ordre chronologique)
- Handley Page O/100
- Handley Page O/400
- Handley Page V/1500
- Handley Page W8
- Handley Page W9
- Handley Page W10
- Handley Page HP.21
- Handley Page HP.31 Harrow (en)
- Handley Page HP.32 Hamlet (en)
- Handley Page HP.33 / HP.35 / HP.36 Hinaidi
- Handley Page HP.34 Hare (en)

- Handley Page HP.39 Gugnunc (en)
- Handley Page H.P.42/H.P.45
- Handley Page HP.46 (en)

- Handley Page HP.47 (en)
- Handley Page Heyford
- Handley Page HP.51 (en)
- Handley Page Hampden
- Handley Page HP.53
- Handley Page HP.54 Harrow
- Handley Page HP.55
- Handley Page HP.56
- Handley Page Halifax
- Handley Page HP.75 Manx
- Handley Page Hastings
- Handley Page Marathon (en)
- Handley Page Herald
- Handley Page Dart Herald
- Handley Page Victor
- Handley Page HP.137 (en) Jetstream